# Hirtodrosophila flabellopalpis
Hirtodrosophila flabellopalpis är en tvåvingeart som först beskrevs av Toyohi Okada 1991.  Hirtodrosophila flabellopalpis ingår i släktet Hirtodrosophila och familjen daggflugor.
Artens utbredningsområde är Filippinerna. Inga underarter finns listade i Catalogue of Life.